# بتمن: شوالیه گاتهام
بتمن: شوالیه گاتهام (انگلیسی: Batman: Gotham Knight) فیلمی در ژانر اکشن به کارگردانی بروس تیم است که در سال ۲۰۰۸ منتشر شد. از بازیگران آن می‌توان به گری دوردان و آنا اورتیز اشاره کرد. داستان این انیمیشن بین دو فیلم بتمن آغاز می‌کند و شوالیه تاریکی از سه‌گانه فیلم‌های بتمن کریستوفر نولان ساخته شده‌ است. این انیمیشن در شش بخش با استادیوهای انیمیشن سازی ژاپنی: استادیو ۴ درجه سانتی گراد، مدهاوس، بی‌ترین و پروداکشن آی. جی و با همکاری دی‌سی کامیکس و برادران وارنر انیمیشن ساخته شده‌ است.

## بخش‌ها
- ۱ _ تیراندازی: جیمز گوردون، به دو نفر از پلیس‌های گاتهام سیتی مأموریت می‌دهد تا یکی از دیوانه‌ترین جنایتکاران را به زندان ایالتی برسانند. آنها مجبور به رد شدن از محل جنگ دو تن از خطرناک کرین مافیا می‌شوند؛ یعنی اعضای باند روس‌ها و اعضای باند قاچاقچی‌های مواد مخدر. در این مسیر آنها گیر این دو مافیا می‌افتند و فکر می‌کنند امکان نداشته باشد جان سالم به در ببرند. اما در همان لحظه بتمن از راه می‌رسد و آنها را نجات می‌دهد.
- ۲ _ میدان آزمون: یکی از مخترعین سلاح‌های بتمن، لباس ضد گلوله ای برای او اختراع می‌کند که تیرهای شلیک شده را با استفاده از انرژی بازتاب مغناطیسی به شلیک کننده بازمی‌گرداند. در همان حال یکی از معروفترین تاجرین شهر گاتهام سیتی در حال مسافرت دریایی در یکی از اقیانوس‌ها است. در همان اقیانوس تعدادی خلافکاران کشیک می‌کشند تا آن تاجر را به قتل برسانند اما بتمن وارد کشتی شده و مانع به قتل رسیدن وی می‌شود و آن خلافکاران را به زندان می‌اندازد.
- ۳ _ تاریک‌ترین سکنه: بتمن به دنبال یکی از تحقیقات جیمز گوردون که ثابت می‌کند، کیلر کراک و مترسک با یکدیگر همدست اند، تحقیقات اش رو در فاضلاب شروع کرده و به دنبال آنها می‌گردد. او از مردم اظهارات ای راجع‌به به تمساح قاتل و مردی نقاب پاره می‌شنود و در یکی از بخش‌های فاضلاب کیلر کراک را می‌یابد. وقتی که او وارد مبارزه با کیلر کراک می‌شود توسط او گاز گرفته و مسموم به سم ترس مترسک که در خون‌های او جریان داشته می‌شود. سپس باعث فراری شدن اش می‌شود. بتمن باید هرچه زودتر سم را از بدن اش خارج کند برای همین به سراغ مترسک می‌رود و او را مجبور به دفع سم می‌کند سپس آنها دستگیر کرده و به تیمارستان آرکهام هدایت می‌کند.
- ۴ _ صحنه نبرد: بروس وین برای یادگیری بهترین فنون رزمی و سبک‌های تخصصی و سنتی ژاپنی که هیوهیاهانگ نام دارد وارد گروهی از افراد متخصص ژاپنی می‌شود. روش‌هایی که برای مبارزه اش با جنایتکاران لازم است. در همین حین دختری بی خانواده و فقیر دائماً به او هشدار می‌دهد که از این گروه مبارزات رزمی دوری کند. اما بروس وین توجه زیادی به حرف او نمی‌کند. سپس به‌طور عجیب در میان مبارزات تمرینی اش با این گروه متوجه رفتار مشکوک و خطرناک ای از آنها می‌شود و پس از تعقیب و گریزی متوجه می‌شود این گروه یک دسته از قاتلان رزمی کار هستند و هدف اشان میلیاردران شهر است. بتمن سعی می‌کند که جلوی آنها را بگیرد و در این کار موفق می‌شود اما حسابی زخمی شده.
- ۵ _ شلیک مرگ: در شهر شایعاتی وجود دارد که جنایتکار معروف، ددشات دست به کشتن انسان‌های مهم و سیاسی گاتهام سیتی زده‌است و پس از کشتن وزیر، رئیس جمهور و دیگر استادان هدف اش جیمز گوردون است. برای همین او از بتمن درخواست می‌کند که در برابر ددشات از وی محافظت کند. برای همین بتمن با تجهیزات اش به دیدبانی و محافظت از ددشات می‌پردازد. اما چندین روز بعد که می‌گذرد، و خبری از او نمی‌شود. برای همین جیمز گوردون به یک سفر تفریحی با قطار می‌رود. اما ناگهان ددشات وارد قطار شده و قصد کشتن او را دارد. اما پس از مبارزه ای بین بتمن و ددشات، بتمناو را به ضرب مشت بیهوش کرده و با دست‌های بسته به زندان مرکزی گاتهام سیتی می‌فرستد و جیمز گوردون زنده می‌ماند.